# 喻時 (弘治進士)
喻時（1472年—？年），字子乾，四川成都府內江縣人，明朝政治人物。

## 生平
弘治九年（1496年）丙辰科进士。正德六年（1511年）四月任直隸松江府知府。參纂府志。

## 家族
曾祖喻彥斌，勑封義民；祖喻尚志；父喻頤。